# SMAP (groupe)
Pour les articles homonymes, voir SMAP.
Vous pouvez aider à l'améliorer ou bien discuter des problèmes sur sa page de discussion.
- Il n’est pas rédigé dans un style encyclopédique. (Marqué depuis août 2016)
- Il est à actualiser. Certains passages sont obsolètes ou annoncent des événements désormais passés. (Marqué depuis juin 2014)

Smap (écrit SMAP) est un groupe de musique masculin japonais à succès dans le cadre de la Johnny & Associates dirigé par Johnny Kitagawa (assez similaire au Hello! Project, pour les groupes féminins), ayant commencé sa carrière en 1988 et connu son apogée dans les années 1990 et 2000. Composé de cinq membres dont le leader Masahiro Nakai, Takuya Kimura, Tsuyoshi Kusanagi (en), Goro Inagaki (en) et Shingo Katori, sa dissolution est annoncée le 14 août 2016.
Le groupe SMAP a été formé en 1988, bien que leur premier single, Can't Stop!! -LOVING-, ne soit sorti qu'en 1991. Les lettres "S.M.A.P." (prononcé à l'anglaise) signifient officiellement Sports and Music Assemble People. SMAP a débuté en tant que groupe avec Johnny & Associates, une agence spécialisée dans les idols masculines. Le groupe diversifie ses activités et ses membres tournent parfois pour divers films et séries télévisées. Ils jouent également pour de nombreuses publicités.
Soudainement en 1996, Katsuyuki Mori, l'un des chanteurs principaux du groupe, préfère se consacrer à sa vraie passion, la course automobile, et décide de quitter SMAP en mai 1996.
Une émission débutant au début de la même année, SMAP×SMAP, est un grand succès, et SMAP est désormais l'un des groupes les plus connus au Japon resté actif pendant dix-huit ans. Masahiro Nakai, qui anime en parallèle plusieurs émissions à succès dont Utaban, est l'un des artistes les mieux payés du Japon, et Takuya Kimura en est régulièrement élu « l'homme le plus sexy » par les magazines féminins.

## Histoire du groupe

### Les débuts (1987 - 1990)
Le groupe se produit dans le cadre de la Johnny & Associates, une agence spécialisée formé les idoles masculines, dans la plupart du temps, en groupe ou en soliste.
Un des membres, Masahiro Nakai, entre dans la Johnny & Associates en 1987 et devient Johnny's sans passer d'audition. Takuya Kimura, ayant une grande passion pour la musique, passe une audition et entre lui aussi dans l'agence contre l'avis de ses parents qui étaient strictement opposés à ce choix de carrière dans le divertissement, jugeant la musique et autre projet du même genre (cinéma, production) comme loisirs et ne donnant pas d'avenir.
Les futures membres de SMAP se rencontrent à la même année et s'appelaient les "Skate Boys". Ils sont initialement des danseurs de secours pour le groupe Hikaru GENJI de la même agence, un boys band très populaire au Japon à cette époque. En avril 1988, ils forment SMAP et le groupe est alors composé de six membres, à cette époque, enfants ou adolescents dont Masahiro Nakai (15 ans et demi), Takuya Kimura (15 ans et demi), Goro Inagaki (en) (14 ans et demi), Katsuyuki Mori (13 ans), Tsuyoshi Kusanagi (en) (13 ans) et enfin Shingo Katori, le plus jeune alors âgé de tout juste 11 ans. Cependant Nakai, le plus âgé, est désigné pour être le leader du groupe. Mais avant de commencer les enregistrements de chansons, le groupe est formé dans le chant et la danse tout au long de 1988 jusqu'en 1990.

### Les années 1990
Les jeunes garçons entament réellement leur carrière à proprement parler en 1991, dans la mesure où ils ne sortent pas énormément de chansons, ils ne sont pas immédiatement très connus. De tous les groupes de Johnny & Associates, SMAP était à l'époque le moins connu. Nakai demande donc au directeur Johnny Kitagawa, de laisser SMAP présenter un programme de variété, qui lance le groupe. C'est ainsi qu'en septembre 1991 que sort le tout premier single du groupe intitulé Can't Stop!! -LOVING-, sous format mini-CD single de 8 cm comme quasiment tous leurs singles de l'époque, qui fait un bon début en se classant 2e dans les ventes de l'Oricon et se vend au total de 150 440 exemplaires. Tard en 1991, un deuxième single sort le 6 décembre, Seigi no Mikata wa Ateninaranai, qui se classe 10e à l'Oricon et devient à ce jour le single du groupe ayant été le plus faiblement classé à l'oricon. Il se vendra à 129,460 exemplaires à cette époque.
Le premier album studio du groupe SMAP 001 voit le jour le 1er janvier 1992 et atteint la 14e place des classements de l'Oricon mais reste actuellement l'album du groupe qui s'est le moins bien vendu et le plus faiblement classé à l'Oricon. Le groupe enchaîne avec un troisième single Kokoro no Kagami, qui sort le 18 mars 1992, et atteint la 3e place à l'Oricon. Il est par ailleurs le seul single du deuxième album studio du groupe, SMAP 002, qui sort le 26 août 1992 et qui atteint la 6e place des classements de l'Oricon. Sort le 4e single du groupe le 8 juillet 1992 qui s'intitule, Makeru na Baby! ~Never give up. La chanson se classe 5e à l'Oricon et figurent comme seul single et sous une version remixée sur le troisième album. Le groupe sort un cinquième single Egao no GENKI le 11 novembre 1992, qui aura servi comme chanson-générique de l'anime Himecchan no Ribbon et sera classé 8e à l'Oricon. Puis fin 1992, un sixième single sort le 12 décembre, Yuki ga Futte Kita, qui a pour thème de l'hiver et les fêtes de fin d'année. Sur l'oricon, il atteint alors la 7e place.
À cette année, le groupe aura gagné son tout premier prix Best 5 New Arist Award en tant que meilleur nouvel artiste de l'année.
Le troisième album SMAP 003 sort le 1er janvier 1993 et atteint la 3e place des classements. Le 7 juillet sort le quatrième album, SMAP 004 avec un style de musique bien plus différent que les précédents disques. Étant donné que les chanteurs principaux sont Mori et Kimura, c'est la première fois que chaque membre interprète des chansons de l'album en solo. Le style de musique est tout aussi différent des autres chansons et précédents albums. SMAP varie les genres de musique en intégrant le rock, les chansons dites "douces" mais aussi, de la musique à "l'américaine" comme le funk. L'album contient les trois derniers singles sortis de 1992 à 1993 (sauf le 8e single, Hajimete no Natsu qui est exclu et ne figurera que dans les compilations), dont Egao no GENKI inclus. Les chansons Yuki ga Futte Kita et Zutto Wasurenai seront cependant réenregistrés sous d'autres versions pour l'album. Les versions originales ne figurent que dans certaines compilations.
Les membres travaillent de plus en plus et en parallèle en tant qu'acteurs et apparaissent dans plusieurs films et dramas. Ils jouent notamment ensemble dans le film Shoot en 1994.
Au fil des années, le groupe enchaîne les sorties de disques qui ne font que porter leurs fruits. Le groupe en est déjà à son 8e album SMAP 008 TACOMAX qui sort en mars 1996. Mais des événements soudains vont compliquer les choses car au même moment, Katsuyuki, 22 ans, souhaite quitter le groupe. En fait, Mori a annoncé à la radio[réf. nécessaire] (sans même le dire aux membres de SMAP en priorité) qu'être pilote automobile avait toujours été son souhait depuis son enfance, même s'il était très attaché au groupe. De plus, le directeur de la J&A, Johnny Kitagawa (qui a été le premier à avoir été au courant), a été si furieux contre Mori, qu'il l'a forcé à faire cette annonce sans le dire aux membres de SMAP d'abord. Ce qui a suscité la colère des fans et la déception des autres membres du groupe, notamment Masahiro Nakai, qui était cependant très attaché à Mori. Il a été dit aussi que, les relations amicales entre les membres étaient si grandes que ces derniers avaient eu beaucoup de mal à accepter la décision de Mori[réf. souhaitée]. Malgré cela, le succès du groupe reste au rendez-vous notamment pour Takuya, 23 ans, qui apparaît dans le drama Long Vacation (diffusé sur Fuji TV du 15 avril 1996 au 24 juin 1996) qui devint un énorme succès dans tout le Japon et dans toute l'Asie[réf. nécessaire]. Kimura recevra en effet un prix pour le meilleur acteur du drama. En parallèle, la nouvelle émission du groupe appelée SMAP×SMAP voit le jour le 15 avril 1996, diffusée sur la même chaîne tous les lundis. Dans cette émission, les membres cuisinent (sur une section régulière de la série appelée Bistro Smap), font dans des sketchs (souvent des parodies d'autres spectacles), jouer à des jeux, chantent et dansent avec d'autres groupes musicaux (voir la section Télévision).
Le groupe sort le 21e et dernier single avec Mori qui sort le 5 mai 1996, Hadaka no Ōsama ~Shinbutoku Tsuyoku~, qui atteint la 2e place à l'oricon.
Après cela, SxS's Leaving SP (dans l'émission SMAP×SMAP) en mai, c'est la dernière apparition de Mori au sein de SMAP, car il fait ses adieux à ses camarades et à ses fans et finit par quitter le groupe et la Johnny & Associates vers la fin du mois et laisse désormais le groupe travailler en tant que quintet. Cependant, SMAP et Katsuyuki ont promis de vivre chacun dans des mondes différents[réf. souhaitée]. Malgré le départ de Katsuyuki, les fans de SMAP restent toujours aussi nombreux.
Un DVD SMAP WINTER CONCERT 1995 - 1996 sort le 8 juillet incluant un documentaire de la dernière performance de SMAP en tant que groupe de six. Sort peu après un neuvième album sort également le 12 août 1996, SMAP 009 dans lequel est inclus le 21e single.
Bien avant, le 15 juillet 1996, Aoi Inazuma le 22e single et le 1er sans Katsuyuki, sort dans les bacs et atteint la 1re place des classements mais n'est pas retenu dans le 9e album. Puis à la fin l'année sort le 23e single SHAKE le 18 novembre 1996 classé aussi 1er à l'Oricon. Il devient le 4e single le plus acheté du groupe. Enfin en décembre le groupe sort un DVD nommé SMAP 010 "TEN". L'année étant écoulée, SMAP continue à se produire régulièrement en 1997, et gagne en cette année un prix pour leur huitième album sorti l'année précédente. Le groupe commence l'année avec d'autre singles dont leur 24e sorti en février 1997 Dynamite qui se classe par la suite 3e à l'Oricon, leur 25e single 14 mai 1997, Celery, qui se classe 2e à l'Oricon et qui est alors l'une des chansons du groupe les plus connues au Japon[réf. nécessaire], puis le 26e single qui sort le 26 septembre 1997, Peace!. Sort aussi le dixième album SMAP 011 Su (et non SMAP 010 comme on peut le penser ; ce titre utilisé pour le DVD sorti en 1996).

### Les années 2000
En 2000, cela fait douze ans que le groupe existe. Après le passage au XXIe siècle, SMAP n'a pas fini de séduire le public, le succès règne toujours et le groupe devient bien plus tard l'un des plus grands groupes à succès sur le sol japonais. Le groupe continue à sortir des singles au top dix des classements de l'oricon comme Let It Be en début d'année et meilleur encore, Lion Heart qui sort en août 2000. Mais le groupe n'est pas au bout de ses surprises notamment pour Takuya qui, pendant pas mal d'années, est désigné l'homme le plus séduisant du Japon aux yeux des filles et fans et est en parallèle l'égérie de plusieurs magazines féminins par plusieurs sondages. À la fin de l'année, il se trouve que Shizuka Kudo, ex-idole japonaise et chanteuse populaire au Japon (ancien membre des Onyanko Club dans les années 1980), soit tombée enceinte de Takuya. Et c'est à ce moment-là qu'un projet incompatible arrive peu après car Takuya, 28 ans, demande en novembre 2000 l'autorisation à son agence de se marier (à savoir que, en tant qu'idole et lorsque l'on appartient à la Johnny & Associates, le mariage est relativement impossible). Par chance, Takuya a l'autorisation d'effectuer un mariage d'ici la fin de l'année mais le plus difficile encore est de l'annoncer à ses fans. Mais Takuya le fait quand-même et des fans ont tellement désaprouvé cette décision que leur colère et leur "folie" ont même tourné au drame,. Il a été dit dans un communiqué que trois fans se seraient donnés la mort peu après cette annonce et que beaucoup d'autres fans s'inquiètent pour l'avenir du groupe (comme une dissolution envisagée à cause du mariage de Takuya). Takuya réussi à se marier le 15 décembre 2000 avec Shizuka de deux ans son aînée et le groupe sort son treizième album S map ~SMAP 014.
Par ailleurs, SMAP sort peu après l'année suivante une compilation des singles du groupe, intitulée Smap Vest, en mars 2001, qui reçoit des critiques plutôt positives. En août 2001, un autre membre SMAP, Goro Inagaki est impliqué dans une altercation. Il est accusé de délit de fuites du fait qu'un agent de police lui a donné un billet de stationnement si bien qu'il a tenté de s'échapper. Par conséquent, Inagaki est temporairement suspendu de toutes les apparitions publiques de la Johnny & Associates et SMAP. Il y a eu cependant des suppositions que SMAP se dissouderait après l'annonce du mariage de Takuya le scandale de Goro or la dissolution n'a pas eu lieu. La preuve est que le groupe continue à se produire à cette période et ne sort qu'un seul single en 2001 intitulé Smac en août, qui fait ses débuts en se classant 3e à l'Oricon.

### Les années 2010
Le 16 septembre 2011, le groupe a donné son premier concert à l'étranger en Chine.
Le 14 août 2016, l'agence Johnny & Associates annonce la séparation du groupe le 31 décembre 2016, les cinq membres restant affiliés à l'agence pour leur carrière solo,.
Les cinq membres se seraient retrouvés au cœur d’une querelle entre leur manageuse Michi Iijima et la nièce de Johnny Kitagawa, Julie Fujishima, au sujet de la succession de M. Kitagawa, patron de Johnny's. Le départ de Michi Iijima en février 2016 aurait poussé les membres de SMAP à la séparation, la plupart souhaitant initialement la suivre et quitter Johnny's.
À la suite de la dissolution du groupe, Shingo Katori, Tsuyoshi Kusanagi et Goro Inagaki quittent l'entreprise Johnny's & Associates pour reprendre chacun une carrière solo, puis créent un groupe : Atarashii Chizu (新しい地図, littéralement « nouvelle carte »). Takuya Kimura et Nakai Masahiro décideront de rester au sein de l'entreprise.
En mars 2020, Nakai Masahiro décide finalement de quitter la Johnny's pour devenir le président de sa propre agence, nommée Nonbiri No Kai.

## Télévision
SMAP×SMAP
Le groupe présente une émission hebdomadaire de variétés depuis 1996 sur la chaîne Kansai TV. Le ton de l'émission est généralement très léger, voire puéril (autour de thèmes comme la danse, le chant, la cuisine ou la poterie), mais peut être au contraire parfois sérieux, voire grave (discussion sur le thème du suicide des adolescents). Les invités sont généralement des célébrités japonaises comme Perfume, Ayumi Hamasaki, Tohoshinki, mais parfois des vedettes internationales comme David Beckham, Lady Gaga, Utada, BoA, Tom Cruise, Backstreet Boys, Paris Hilton, Matt Damon, Madonna, Coldplay, Kylie Minogue, Justin Timberlake, Catherine Zeta-Jones, Sheryl Crow, Richard Gere, Avril Lavigne, Kwon Sang-woo, Brad Pitt, Quentin Tarantino, Michael Jackson ou encore Will Smith.
SmaSTATION!!

## Membres
| Nom et Prénom     | Nom kanji       | Surnom                                       | Date de naissance | Lieu de naissance                | Âge             | Taille          | Remarques                    |                 |
| Membres actuels   | Membres actuels | Membres actuels                              | Membres actuels   | Membres actuels                  | Membres actuels | Membres actuels | Membres actuels              | Membres actuels |
| ----------------- | --------------- | -------------------------------------------- | ----------------- | -------------------------------- | --------------- | --------------- | ---------------------------- | --------------- |
| Masahiro Nakai    | 中居 正広       |                                              | 18 août 1972      | Fujisawa, Préfecture de Kanagawa | 52 ans          | 1,65 m          | Leader                       |                 |
| Takuya Kimura     | 木村 拓哉       | Kimutaku (キムタク)                          | 13 novembre 1972  | Tokyo                            | 52 ans          | 1,76 m          |                              |                 |
| Goro Inagaki      | 稲垣吾郎        | Goro-chan (ゴローちゃん)                     | 8 décembre 1973   | Tokyo                            | 51 ans          | 1,76 m          |                              |                 |
| Tsuyoshi Kusanagi | 草彅剛          | Tsuyopon (つよぽん), Tsuyo-chan (つよちゃん) | 9 juillet 1974    | Seiyo, Préfecture d'Ehime        | 50 ans          | 1,70 m          |                              |                 |
| Shingo Katori     | 香取 慎吾       |                                              | 31 janvier 1977   | Yokohama, Préfecture de Kanagawa | 48 ans          | 1,83 m          | Plus jeune membre            |                 |
| Ancien membre     |                 |                                              |                   |                                  |                 |                 |                              |                 |
| Katsuyuki Mori    | 森且行          | Mori-kun                                     | 19 février 1974   | Adachi, Préfecture de Tokyo      | 51 ans          | 1,79 m          | Quitte le groupe en mai 1996 |                 |

### Formations
L'effectif du groupe n'a changé qu'une fois en 1996 avec le départ de Katsuyuki Mori.

## Discographie

### Singles
| N° | Date de sortie    | Nom du single                          | Titre original                       | Oricon | Certifications                 |
| -- | ----------------- | -------------------------------------- | ------------------------------------ | ------ | ------------------------------ |
| 1  | 9 septembre 1991  | Can't Stop!! -LOVING-                  | Can't Stop!! ~LOVING~                | 2e     |                                |
| 2  | 6 décembre 1991   | Seigi no Mikata wa Ateninaranai        | 正義の味方はあてにならない           | 10e    |                                |
| 3  | 18 mars 1992      | Kokoro no Kagami                       | 心の鏡                               | 3e     |                                |
| 4  | 8 juillet 1992    | Makeru na Baby! ~Never give up         | 負けるなBaby!~Never give up          | 5e     |                                |
| 5  | 11 novembre 1992  | Egao no Genki                          | 笑顔のゲンキ                         | 8e     |                                |
| 6  | 12 décembre 1992  | Yuki ga Futte Kita                     | 雪が降ってきた                       | 7e     |                                |
| 7  | 23 mars 1993      | Zutto Wasurenai                        | ずっと忘れない                       | 7e     |                                |
| 8  | 6 juin 1993       | Hajimete no Natsu                      | はじめての夏                         | 7e     |                                |
| 9  | 9 septembre 1993  | Kimi wa Kimi da yo                     | 君は君だよ                           | 7e     |                                |
| 10 | 11 novembre 1993  | $10                                    | ＄10 (Ten Dollars)                   | 5e     |                                |
| 11 | 1er janvier 1994  | Kimi Iro Omoi                          | 君色思い                             | 5e     |                                |
| 12 | 12 mars 1994      | Hey Hey Ōki ni Maido Ari               | Hey Hey おおきに毎度あり             | 1er    |                                |
| 13 | 6 juin 1994       | ORIGINAL SMILE                         | オリジナル スマイル                  | 2e     |                                |
| 14 | 9 septembre 1994  | Ganbarimashō                           | がんばりましょう                     | 1er    |                                |
| 15 | 21 décembre 1994  | Tabun All Right                        | たぶんオーライ                       | 1er    |                                |
| 16 | 3 mars 1995       | Kansha shite                           | KANSHA して                          | 1er    |                                |
| 17 | 6 juin 1995       | Shiyō yo                               | しようよ                             | 1er    |                                |
| 18 | 9 septembre 1995  | Donna Ii Koto                          | どんないいこと                       | 1er    |                                |
| 19 | 11 novembre 1995  | Oretachi ni Asu wa Aru                 | 俺たちに明日はある                   | 1er    |                                |
| 20 | 2 février 1996    | Mune Sawagi wo Tanomu yo               | 胸さわぎを頼むよ                     | 2e     |                                |
| 21 | 5 mai 1996        | Hadaka no Ōsama ~Shibutoku Tsuyoku~    | はだかの王様～シブトク つよく～      | 2e     |                                |
| 22 | 15 juillet 1996   | Aoi Inazuma                            | 青いイナズマ                         | 1er    |                                |
| 23 | 18 novembre 1996  | SHAKE                                  | SHAKE                                | 1er    |                                |
| 24 | 26 février 1997   | Dynamite                               | ダイナマイト                         | 3e     |                                |
| 25 | 14 mai 1997       | Celery                                 | セロリ                               | 2e     |                                |
| 26 | 26 septembre 1997 | Peace!                                 | Peace！                              | 2e     |                                |
| 27 | 14 janvier 1998   | Yozora no Mukō                         | 夜空ノムコウ                         | 1er    |                                |
| 28 | 8 mai 1998        | Taisetsu                               | たいせつ                             | 4e     |                                |
| 29 | 27 janvier 1999   | Asahi wo Mi ni Ikō yo                  | 朝日を見に行こうよ                   | 3e     |                                |
| 30 | 23 juin 1999      | Fly                                    | Fly                                  | 2e     |                                |
| 31 | 9 février 2000    | Let It Be                              | Let It Be                            | 4e     |                                |
| 32 | 30 août 2000      | Lion Heart                             | らいおんハート                       | 1er    |                                |
| 33 | 28 juillet 2001   | Smac                                   | Smac                                 | 3e     |                                |
| 34 | 15 mai 2002       | freebird                               | freebird                             | 1er    |                                |
| 35 | 5 mars 2003       | Sekai ni Hitotsu Dake no Hana          | 世界に一つだけの花                   | 1er    | RIAJ : Disque de certification |
| 36 | 19 janvier 2005   | Tomodachi e ~Say What You Will~        | 友だちへ～Say What You Will～        | 1er    | RIAJ : Platine                 |
| 37 | 27 juillet 2005   | BANG! BANG! VACANCE!                   | BANG! BANG! バカンス！               | 1er    | RIAJ : Platine                 |
| 38 | 23 novembre 2005  | Triangle                               | Triangle                             | 1er    | RIAJ : Platine                 |
| 39 | 19 avril 2006     | Dear Woman                             | Dear WOMAN                           | 1er    | RIAJ : Platine                 |
| 40 | 11 octobre 2006   | Arigatō                                | ありがとう                           | 1er    | RIAJ: Platine                  |
| -  | 1er mars 2007     | Tabidachi no Hi ni                     | 旅立ちの日に                         |        |                                |
| 41 | 19 décembre 2007  | Dangan Fighter                         | 弾丸ファイター                       | 1er    | RIAJ: Platine                  |
| 42 | 5 mars 2008       | Sono Mama / White Message              | そのまま／White Message              | 1er    | RIAJ: Platine                  |
| 43 | 13 août 2008      | Kono Toki, Kitto Yume ja Nai           | この瞬間、きっと夢じゃない           | 1er    | RIAJ: Or                       |
| 44 | 26 août 2009      | Sotto Kyutto / Super Star              | そっと きゅっと／スーパースター★     | 1er    | RIAJ: Or                       |
| 45 | 4 août 2010       | This is love                           | This is love                         | 1er    | RIAJ : Platine                 |
| -  | 4 mai 2011        | not alone ~Shiawase ni Narō yo~        | not alone ~幸せになろうよ~           |        |                                |
| 46 | 21 décembre 2011  | Boku no Hanbun                         | 僕の半分                             | 1er    | RIAJ: Or                       |
| 47 | 25 avril 2012     | Sakasama no Sora                       | さかさまの空                         | 1er    | RIAJ: Or                       |
| 48 | 1er août 2012     | Moment                                 | Moment                               | 1er    | RIAJ: Or                       |
| 49 | 27 février 2013   | Mistake! / Battery                     | Mistake / Battery                    | 1er    | RIAJ: Platine                  |
| 50 | 5 juin 2013       | Joy!!                                  | Joy!!                                | 1er    | RIAJ: Platine                  |
| 51 | 18 décembre 2013  | Shareotsu / Hello                      | シャレオツ / ハロー                  | 1er    | RIAJ: Platine                  |
| 52 | 9 avril 2014      | Yes we are / Koko Kara                 | Yes we are／ココカラ                 | 1er    | RIAJ: Or                       |
| 53 | 16 juillet 2014   | Top Of The World / Amazing Discovery   | Top Of The World / Amazing Discovery | 1er    | RIAJ: Or                       |
| 54 | 18 février 2015   | Karei Naru Gyakushū / Humor Shichau yo | 華麗なる逆襲/ユーモアしちゃうよ      | 1er    | RIAJ: Or                       |
| 55 | 9 septembre 2015  | Otherside / Ai ga Tomaru Made wa       | Otherside／愛が止まるまでは          | 1er    | RIAJ: Or                       |

## Récompenses et nominations du groupe
SMAP a gagné 14 prix à la cérémonie de remise des prix de la musique annuelle de Recording Industry Association of Japan au Japon, ainsi que des disques d'or,,.
| Année | Catégorie                                        | Cérémonies                        | Nomination |
| ----- | ------------------------------------------------ | --------------------------------- | ---------- |
| 1992  | SMAP                                             | Best 5 New Artist Award           | Lauréat    |
| 1995  | Cool                                             | Album Award                       | Lauréat    |
| 1995  | Sexy Six Show                                    | Music Video Award                 | Lauréat    |
| 1996  | SMAP 007: Gold Singer                            | Album Award                       | Lauréat    |
| 1997  | SMAP 008: Taxomax                                | Album Award                       | Lauréat    |
| 1999  | "Yozora no Mukō"                                 | Chanson de l'année (Prix spécial) | Lauréat    |
| 2001  | "Lion Heart"                                     | Chanson de l'année                | Lauréat    |
| 2002  | SMAP Vest                                        | Album pop de l'année              | Lauréat    |
| 2004  | "Sekai ni Hitotsu Dake no Hana"                  | Chanson de l'année                | Lauréat    |
| 2004  | Smap! Tour! 2002!                                | Music Video of the Year           | Lauréat    |
| 2004  | Live MIJ                                         | Music Video of the Year           | Lauréat    |
| 2006  | SMAP to Icchatta! SMAP Sample Tour2005           | Music Video of the Year           | Lauréat    |
| 2007  | Pop Up! SMAP Live                                | Best Music Videos                 | Lauréat    |
| 2009  | SMAP 2008 Super Modern Artistic Performance Tour | Best Music Videos                 | Lauréat    |